# Promluva
Promluva je v lingvistice relativně samostatný, významově uzavřený a obsahově soudržný úsek řeči pronesený jedním mluvčím. Promluva se skládá z jedné nebo více výpovědí („vět“), její maximální délka je potenciálně neomezená; promluvou může být proslov, dopis, článek, přednáška, i celý román. V případě dialogu jsou promluvou repliky jednotlivých mluvčích.